# They Shall Not Perish: The Story of Near East Relief
Pour plus de détails, voir Fiche technique et Distribution.
They Shall Not Perish: The Story of Near East Relief est un documentaire réalisé par George Billard et sorti 2016. Il peut être visionné sur la plateforme Amazon Prime Video.

## Synopsis
En 1915, la Near East Foundation est créée aux États-Unis pour organiser une aide humanitaire auprès des victimes du génocide arménien dans l'Empire ottoman. Le film raconte comment les membres de cette organisation sont parvenus à apporter des soins et du réconfort à des millions de réfugiés. Il est accompagné par des documents et des images d'archives, des interviews de spécialistes et des lettres de l'époque lues par des comédiens.

## Distribution
Le documentaire est narré en voix off par l'acteur Victor Garber.
Les spécialistes interviewés sont : 
- Taner Akçam, historien et sociologiste turc
- Peter Balakian, écrivain et poète américain
- John M. Cooper (en), historien spécialiste de la Première Guerre mondiale
- Hagop Martin Deranian, auteur dont la famille a vécu le génocide arménien
- Susan Billington Harper, chercheuse spécialiste de l'histoire de la philanthropie aux États-Unis
- Keith David Watenpaugh (en), universitaire spécialiste des droits de l'homme
- Maurice Missak Kelechian, entrepreneur et chercheur indépendant
- Robert Shenk, universitaire et ancien capitaine pour la réserve de volontaires de la Marine américaine

Les comédiens lisant les lettres sont :
- Andrea Martin (Baidzar Bakalian)
- Tony Shalhoub (Karnig Parnian)
- Ron Rifkin (Henry Morgenthau)
- Kathleen Chalfant (Mabel Elliot)
- Dariush Kashani (en) (George Mardikian)
- Michael Aronov (en) (Leslie Davis)
- Kara Vedder (Nellie Miller Mann)